# The Perfect Boy
The Perfect Boy — пісня британського гурту The Cure, яка була випущена 13 серпня 2008 року лейблом Geffen Records у Великій Британії та 12 серпня у Сполучених Штатах, щоб дотриматися традиції випуску синглів у вівторок. Це четвертий і останній сингл із тринадцятого студійного альбому гурту 4:13 Dream (2008).
Пісня дебютувала 9 травня у Ферфаксі, штат Вірджинія, на першому концерті гурту в рамках північноамериканської частини 4Tour і була виконана на всіх 27 шоу. Вона не пов'язана з піснею «The Perfect Girl» із сьомого студійного альбому гурту Kiss Me, Kiss Me, Kiss Me (1987).

## Список композицій
1. «The Perfect Boy (Mix 13)» — 3:23
2. «Without You» — 4:11

## Чарти
| Чарт (2008)                               | Найвища позиція |
| ----------------------------------------- | --------------- |
| Австралія (ARIA)                          | 91              |
| Франція (SNEP)                            | 37              |
| Німеччина (Media Control AG)              | 86              |
| Шотландія (Official Charts Company)       | 14              |
| Іспанія (PROMUSICAE)                      | 2               |
| Велика Британія (Official Charts Company) | 78              |